# Intendencias de Colombia

Territorios nacionales de Colombia entre 1905 y 1991, año en el cual su categoría fue elevada a la de departamentos.

Intendencia es el nombre con el cual se conocía a un tipo de subdivisión territorial de Colombia, hoy extinto, que junto con las comisarías conformaban los llamados territorios nacionales del país.
Aunque territorialmente tenían un estatus similar al de los departamentos, su régimen administrativo era muy distinto, siendo relegado este a las disposiciones del gobierno central que estaba en manos del Departamento Administrativo de Intendencias y Comisarías. Al mando de estas entidades se encontraba un intendente y un Concejo Intendencial.

## Lista de intendencias
Hasta 1991 las siguientes eran intendencias de Colombia, que tras esa fecha pasaron a denominarse departamentos:
| Nombre                   | Capital    | Notas                                              |
| ------------------------ | ---------- | -------------------------------------------------- |
| Arauca                   | Arauca     | Creada en 1955                                     |
| Casanare                 | Yopal      | Creada en 1973                                     |
| Putumayo                 | Mocoa      | Creada en 1905, extinta en 1906 y recreada en 1968 |
| San Andrés y Providencia | San Andrés | Creada en 1912                                     |

La siguiente es una lista de intendencias que existieron previamente a 1991, pero por diversas razones fueron extintas antes de dicho año:
| Nombre     | Capital              | Notas                                          |
| ---------- | -------------------- | ---------------------------------------------- |
| Amazonas   | Leticia              | Creada en 1931, extinta en 1943                |
| Caquetá    | Florencia            | Creada en 1905, elevada a departamento en 1981 |
| Chocó      | Quibdó               | Creada en 1905, elevada a departamento en 1947 |
| La Guajira | Riohacha             | Creada en 1900, elevada a departamento en 1965 |
| Meta       | Villavicencio        | Creada en 1905, elevada a departamento en 1959 |
| Oriente    | San José de Maipures | Creada en 1900, extinta en 1905                |